# تنين الأماني
تنّين الأماني (بالإنجليزية: Wish Dragon)‏ هو فيلم انمي كوميدي لعام 2021 من تأليف وإخراج كريس أبيلهانز. وإنتاج شركة سوني بيكتشرز انيمايشن وتنسنت بيكتشرز. الفيلم من بطولة جيمي وونغ، جون تشو، كونستانس وو، ناتاشا ليو بورديزو، جيمي أو يانغ، آرون يو، ويل يون لي، وروني تشينغ. أنتج جاكي شان الفيلم وعبر عن دور تشو في النسخة الصينية الماندرين. تم التعبير عن الشخصيات في كل من الإصدارات الصينية والإنجليزية من الفيلم. تم إصدار الفيلم بشكل مسرحي في الصين في 15 يناير 2021 وعلى نتفليكس دوليًا في 11 يونيو 2021. وقد حقق أكثر من 25.9 مليون دولار مقابل ميزانية قدرها 25 مليون دولار. تقع أحداث الفيلم في إطار من المغامرات، حيث يحلم المراهق دين بتحقيق أمنيته بمقابلة صديقة طفولته القديمة، وحينما يتقابل دين مع تنين سحري يمكنه تحقيق الأمنيات، سرعان ما يتعلم منه أن كل شيء ممكن.

## قصة
دين طالب جامعي من الطبقة العاملة في شنغهاي يحلم بلم شمله مع صديقة طفولته لي نا، التي ابتعدت قبل عشر سنوات عن حيهم مع والدها، السيد وانغ، وتعيش الآن حياة مترفة. في أحد الأيام، حصل دين على إبريق شاي من قبل رجل مسن يخرج منه لونغ، تنين الأمنيات. منذ فترة طويلة يبلغ دين أنه سوف يمنح سيده ثلاث أمنيات، أي من يحمل إبريق الشاي. سيكون دين هو سيد لونج العاشر والأخير وسيحرر لونغ من عبودية، مما يسمح له بدخول عالم الروح. بعد ذلك، طارد ثلاثة من الحمقى دين بقيادة رجل يدعى جيوب، أرسله السيد وانغ لاستعادة إبريق الشاي على أمل إنقاذ عمله الفاشل. يستخدم دين أمنيته الأولى لمحاربة الحمقى والهروب.
في اليوم التالي، وصل دين ولونغ إلى حفلة عيد ميلاد لي نا. يقوم دين بأمنيته الثانية - الظهور مؤقتًا كأمير ثري ليوم واحد، على أمل أن يلاحظه لي نا ويعيد إحياء صداقتهما. تشعر لينا بخيبة أمل عندما أدركت أن والدها لن يحضر حفل عيد ميلادها. دين، متمسكًا بتمويهه كـ «دان»، يريحها ويطلب منهم السيد وانغ (عبر مكالمة فيديو) مشاركة وجبة معًا. يحذر لونغ دين من أن لي نا ستتركه بمجرد اكتشاف هويته، بسبب اختلاف وضعهم الاجتماعي والاقتصادي.
خلال الموعد، طلب دين من لونج النصيحة حول كيفية التصرف وفقًا لحالته الجديدة، لكنه انتهى به الأمر إلى إزعاج لي نا في هذه العملية. انتهى بهما المطاف في حي دين بعد أن يلاحق الحمقى دين مرة أخرى. يكشف دين عن نفسه لـ لينا، ويقضون بقية اليوم في الحي يستعيدون تسلية طفولتهم. ومع ذلك، تراجعت لي نا أخيرًا مدعية أن لديها مسؤوليات وتوقعات يجب أن تلبيها، مما أضر بمشاعر دين. في وقت لاحق من تلك الليلة، طلب دين من لونغ بغضب أن يجعله ثريًا في محاولة أخيرة ليتم احترامه. يكشف لونج لدين أنه في حياته كان سيدًا ثريًا وقويًا انتهى عهده بالوحدة والمأساة وعاقبته الآلهة على أنانيته ليصبح تنينًا أمنيًا. تهدف عبودية لونج كتنين أمني إلى جعله يقدر معنى الحياة، وهو شيء فشل في تحقيقه مع جميع أسياده السابقين.
بعد تعقب دين، يخون جيوبس السيد وانغ بأخذ إبريق الشاي لنفسه ويطلب من التنين الذي يرغب في تحقيق رغبته الأولى في تحويل كل شيء يلمسه إلى ذهب. قام بإسقاط السيد وانغ من على سقالة كبيرة، مما أدى إلى إصابته بجروح قاتلة أمام لي نا. يطارد دين الحمقى، وينتهي به الأمر في نهاية المطاف بقتال جيوب على ظهر لونغ. جيوب زوايا دين ويستعد لضربه بيده الذهبية، لكن لونغ يضع نفسه في الطريق، مما تسبب في تحوله وجيوبه إلى تماثيل ذهبية. دين غير قادر على منع تمثال لونغ من الغرق في قاع النهر، في حين أن الجيوب تحطمت إلى أشلاء على الأرض.
يجد لونغ نفسه البشرية عند مدخل عالم الروح. على الرغم من إغرائه بالمرور عبر البوابات، إلا أنه يتوسل مع حارس البوابة للعودة إلى الدين لأنه لم يستخدم رغبته الثالثة. يوافق الولي بشرط واحد. يستخدم دين أمنيته الأخيرة لشفاء السيد وانغ، ويختفي لونج.
في وقت لاحق، بدأ السيد وانغ مطعمًا يعرض طبخ والدة دين بمساعدة كل من دين ولي نا. يجد دين إبريق شاي مثل الذي أقام فيه لونج ويطلق سراحه. أخبر لونغ دين أن الشرط الوحيد لعودته إلى الأرض هو البقاء وخدمة عشرة سادة آخرين. بعد أن قال وداعًا لـ لونغ، وضع دين إبريق الشاي على عربة يقودها الرجل المسن من البداية، والذي هو في الواقع حارس بوابة عالم الروح.